# Ionoszféra
Az ionoszféra a felső légkörnek a nap sugárzása által ionizált tartománya. Nagyjából a felszín fölött 80 km magasságban kezdődik.

Az atmoszféra rétegekre oszlása
bal oldali görbe: hőmérséklet
jobb oldali görbe: az ionoszféra elektronsűrűsége

A felső atmoszféra nagyrészt semleges atomokból és molekulákból áll, ezt a réteget termoszférának nevezzük. A termoszférán belül az ionizált gáz mennyisége érezhetővé válik, és az ionoszférának nevezett réteget alkotja. A termoszféra és az ionoszféra átlapolja egymást, de mivel két különböző részecskefajtát tartalmaznak (semlegest, illetve elektromosan töltöttet), ezért külön fogalomként kezeljük őket, mivel ami az egyik felépítését és mozgását befolyásolja, az a másikra általában hatástalan. Ugyanakkor a kétféle réteg csatolásban van egymással, mert részecskéik ütközhetnek.
Mivel a termoszféra és az ionoszféra viselkedése nagyban befolyásolja a rádióhullámok terjedését és az alacsony pályás műholdakat, ezért ezek tanulmányozása döntő az űridőjárás szempontjából.

## Az ionoszféra keletkezése
A Föld felső légkörében a semleges részecskék sűrűsége elegendően alacsony, így a semleges részecskékből az ionizálás során felszabaduló szabad elektronok elegendő ideig megmaradnak, mielőtt újra rekombinálódnának.
Az ionizáció az a folyamat, melynek során elektromosan semleges atom vagy molekula pozitív vagy negatív töltésű lesz, annak megfelelően, hogy elektront veszít vagy elektront vesz fel a környezetéből. A Föld felső légkörében sokkal gyakrabban jönnek létre pozitívan töltött ionok (elektron eltávolításával), mint negatív töltésűek (elektron felvételével). Ezeket az elektronokat vagy a Napból származó nagy energiájú fotonok (többnyire UV- és röntgensugarak) „ütik ki”, vagy gyors részecskék semleges gázzal való ütközése során jönnek létre.
300 km-es magasságban vannak legnagyobb sűrűségben a szabad elektronok és ionok. Ezt a réteget nevezzük ionoszférának. Mivel az ionizációt a Nap elektromágneses sugárzása hozza létre, ezért a Föld nappali oldalán van a legnagyobb sűrűsége az ionoszférának. Azonban az éjszakai oldalon sem szűnik meg teljesen az ionoszféra, mivel az elektronok és ionok rekombinációs ideje összemérhető a Föld forgási periódusidejével. A rekombináció sebessége függ a sűrűségtől, ezért alacsony magasságokban gyorsabb, és sebessége kisebb a magasság növekedésével. Az ionizálás egy dinamikus folyamat, melyben a ionok keletkezése és megszűnése folyamatosan zajlik.

## Az ionoszféra felépítése

Az ionoszféra rétegei
bal: éjszaka
jobb: nappal

Az ionoszféra több rétegre osztható fel a rétegekben található molekulák sűrűsége alapján.

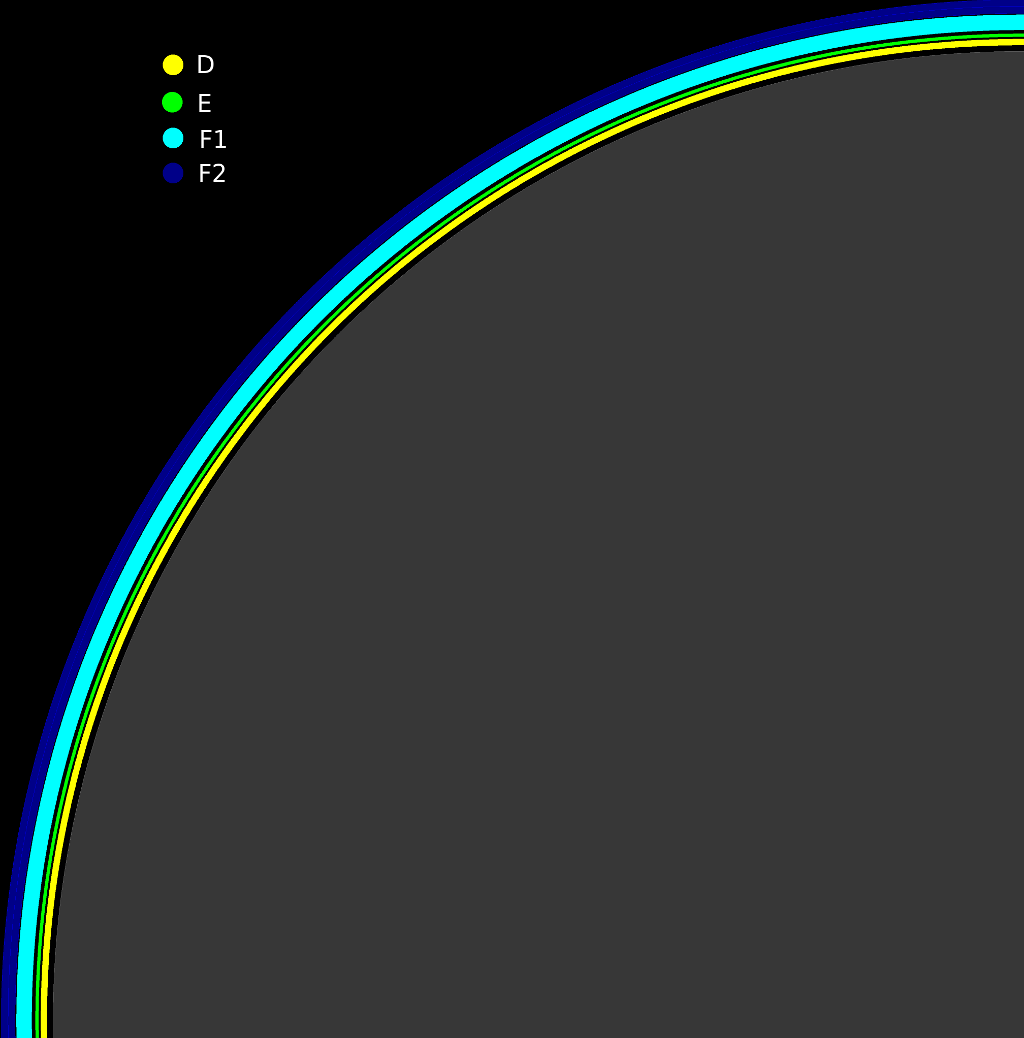
Az ionoszféra méretarányos ábrázolása

A legalsó, a D tartomány nagyjából 50 és 90 km között helyezkedik el. Az ionizáció fő forrása a D tartományban az UV-sugárzás, ami a nitrogén-monoxid (NO) molekulákra hat. Nap maximum esetén a Napból eredő kemény röntgensugarak ionizálják a levegőben lévő nitrogént és oxigént. Ezen felül a kozmikus sugarak is hatással vannak erre a területre. Mivel a semleges atomok sűrűsége nagy ebben a tartományban, a rekombináció gyorsan lejátszódik. Emiatt a D tartomány főképp nappal létezik, bár a kozmikus sugarak az éjszakai oldalon is létrehoznak egy „maradék” ionizációt. Az ionizáció a D tartományban a legkisebb az ionoszféra tartományai közül. A napviharok nagy mennyiségű röntgensugárzást bocsáthatnak ki, ami hirtelen megnöveli az ionizáció mértékét. Ezt hirtelen ionoszféra-viharnak nevezzük (angolul: sudden ionospheric disturbance - SID). A D tartomány fontos szerepet játszik a rövidhullámú (RH) rádiós összeköttetésekben, mert elnyeli a rádióhullámokat. SID esetén a D tartományban zajló ionizáció olyan heves lehet, hogy a RH-rádiósávban lehetetlenné teszi a kommunikációt.
A magassággal felfelé haladva az E tartomány következik (ezt eredetileg Kennelly–Heaviside-rétegnek nevezték a felfedezők nevéről). Ez 90 és 120 km között helyezkedik el. Főleg lágy röntgensugarak és UV-sugárzás hozza létre, amik az oxigénmolekulákra hatnak. Az E tartomány legnagyobb sűrűsége kb. 100-szorosa a D tartomány legnagyobb sűrűségének, mert a rekombináció itt jóval lassabb. A D tartományhoz hasonlóan az E-réteg is gyengül az éjszaka folyamán, illetve magasabbra tolódik. A Napból származó fotonok mellett az ionizáció forrása a nagy energiájú részecskék áramlása az atmoszférába. Ez a sugárzás főleg a nagyobb magasságokban jut nagyobb szerephez. Az ionizáció látható fény kibocsátását is eredményezi, ezt nevezzük sarki fénynek.
Van még egy másik, átmeneti forrása is az ionizációnak az E tartomány magasságában, aminek létrejöttében szerepet játszik a semleges atmoszféra mozgása, az északi fény körüli elektromos mező és a légkörbe belépő meteorok, amik felizzanak és az őket körülvevő semleges gázt ionizálják, ezzel a nyomvonalukon egy hosszú ionizációs csíkot hoznak létre. Az ilyen csíkokat szporadikus E-rétegnek nevezik (görögül szporadikus: szórványos, helyenként előforduló). A szporadikus E-réteg létrejötte a földrajzi szélességtől is függ. Hatása néhány perctől néhány óráig tarthat. Mivel az így létrejövő réteg jól visszaveri a nagyfrekvenciás rádióhullámokat, ezért ilyenkor a megszokottnál jóval nagyobb távolságú összeköttetés is lehetséges.
Az ionoszféra legsűrűbb területe az F tartomány (gyakorlatilag a teljes magnetoszféra), ez 120 és 300 km között található. E fölött a sűrűség lassan csökken, és átmegy a plazmaszférának nevezett tartományba. Az átmenet nagyjából az 1000 km-es magasságba tehető, ahol az alacsonyabb légrétegben lévő ionoszférában domináló oxigénionok helyét átveszik a nagyobb magasságban elhelyezkedő plazmaszférát alkotó hidrogénionok. A területen lévő atomos oxigént extrém UV-sugarak gerjesztik.
Az F-réteg ionizációja is csökken az éjszaka folyamán, de kisebb mértékben, mint a D- vagy E-rétegeké, mivel ebben a magasságban a rekombináció sebessége kisebb. Ez annak a következménye, hogy az atomos ionok lassabban rekombinálódnak, mint a molekuláris ionok. A nappal során a megnövekedett fotoionizáció következtében az F-réteg további két rétegre osztható; az F-2 rétegben nagyobb a sűrűség, mint az F-1 rétegben.
Az ionoszféra periodikusan változik, mivel fő forrása, a Napból eredő UV- és röntgensugárzás erőssége a Nap pozíciójának függvénye. Amikor a Nap közvetlenül a megfigyelő feje fölött van, a felső légkört elérő napsugárzás a legnagyobb erősségű. Ha a megfigyelő elmozdul akár az észak-déli égtájak irányában, akár a bolygó éjszakai oldala felé, a sugárzás ereje csökken, mert a Napból a Földre érkező sugarak beesési szöge kisebb lesz.

## Lásd még
- űridőjárás
- Van Allen sugárzási öv
- Edward Victor Appleton
- Oliver Heaviside
- Steve (légköri jelenség)